# Salo Finkelstein
Salo Finkelstein (nacido en 1896 o 1897, fecha de muerte desconocida) fue un calculista mental polaco de origen judío naturalizado estadounidense, clasificado en el octavo lugar según la publicación las "100 calculadoras mentales más grandes".

## Semblanza
Finkelstein nació en Lodz (entonces perteneciente al Imperio ruso, actualmente Polonia), en el seno de una familia judía. Ya desde sus primeros años en la escuela, estaba por encima del promedio en matemáticas y descubrió sus habilidades para el cálculo, así como su facultad para memorizar números. A la edad de 23 años, comenzó a realizar demostraciones en público, pero pronto perdió el interés por esta actividad durante algún tiempo. Encontró empleo en el gobierno polaco, en la oficina estatal de estadística.
En 1928 realizó en la Ciudad libre de Danzig una serie de pruebas ante el profesor Hans Henning, quien había previamente probado a otros calculistas mentales, como el Dr. Ferrol y Gottfried Ruckle, y encontró que Finkelstein era superior. En 1931, Finkelstein realizó una gira internacional demostrando sus habilidades y sometiéndose a diversas pruebas.
En 1932 llegó al Estados Unidos y trató sin éxito de encontrar empleo en un banco como verificador de cálculos. En 1937 se publicó un artículo que describía y analizaba sus habilidades, con la conclusión general de que aunque podía realizar cálculos mucho más rápidamente que la mayoría de las personas, sus procesos de pensamiento parecían obedecer a las mismas leyes y no eran indicativos de capacidades sobrenaturales. En particular, durante la multiplicación, el tiempo para realizar operaciones no era proporcional al número de dígitos de los números multiplicados, sino al número de "actos de atención" separados necesarios para realizar la multiplicación por reglas ordinarias. Además, la exactitud de los resultados no siempre fue del 100 por 100, disminuyendo rápidamente con el aumento del número de "actos de atención", y dependiendo aparentemente del grado de concentración.
Después de no poder asegurarse un trabajo que coincidiera con sus habilidades, y al no estar dispuesto a convertirse en una atracción para ganarse la vida sobre los escenarios, inició una carrera jugando al ajedrez entre 1941-1949. Después de eso, se desconoce su destino.